# とけい座イオタ星
| 太陽 | とけい座ι星 |
| ---- | ----------- |
| 太陽 | Exoplanet   |

とけい座ι星（とけいざイオタせい）は、とけい座の方角に約56光年の位置にあるソーラーアナログである。スペクトル型F8Vの黄白色の主系列星である（以前はスペクトル型G3の準巨星に分類されていた）。半径と質量は太陽より大きく、光度も50%大きい。
1998年、とけい座ι星の周囲を公転する太陽系外惑星が1つ発見された。惑星の軌道が地球の軌道と比較的近いため、とけい座ι星は、アメリカ航空宇宙局のTerrestrial Planet Finderの候補天体リストの69番目にランクされていた。2000年、恒星の周囲に原始惑星系円盤が発見されたが、後にアーチファクトであったことが確認された。

## 距離と見え方
とけい座ι星は、とけい座というマイナーな星座の中にあり、また暗いため、固有名が付けられなかった。星座の中で、とけい座ι星はとけい座μ星ととけい座R星の近傍に位置する。

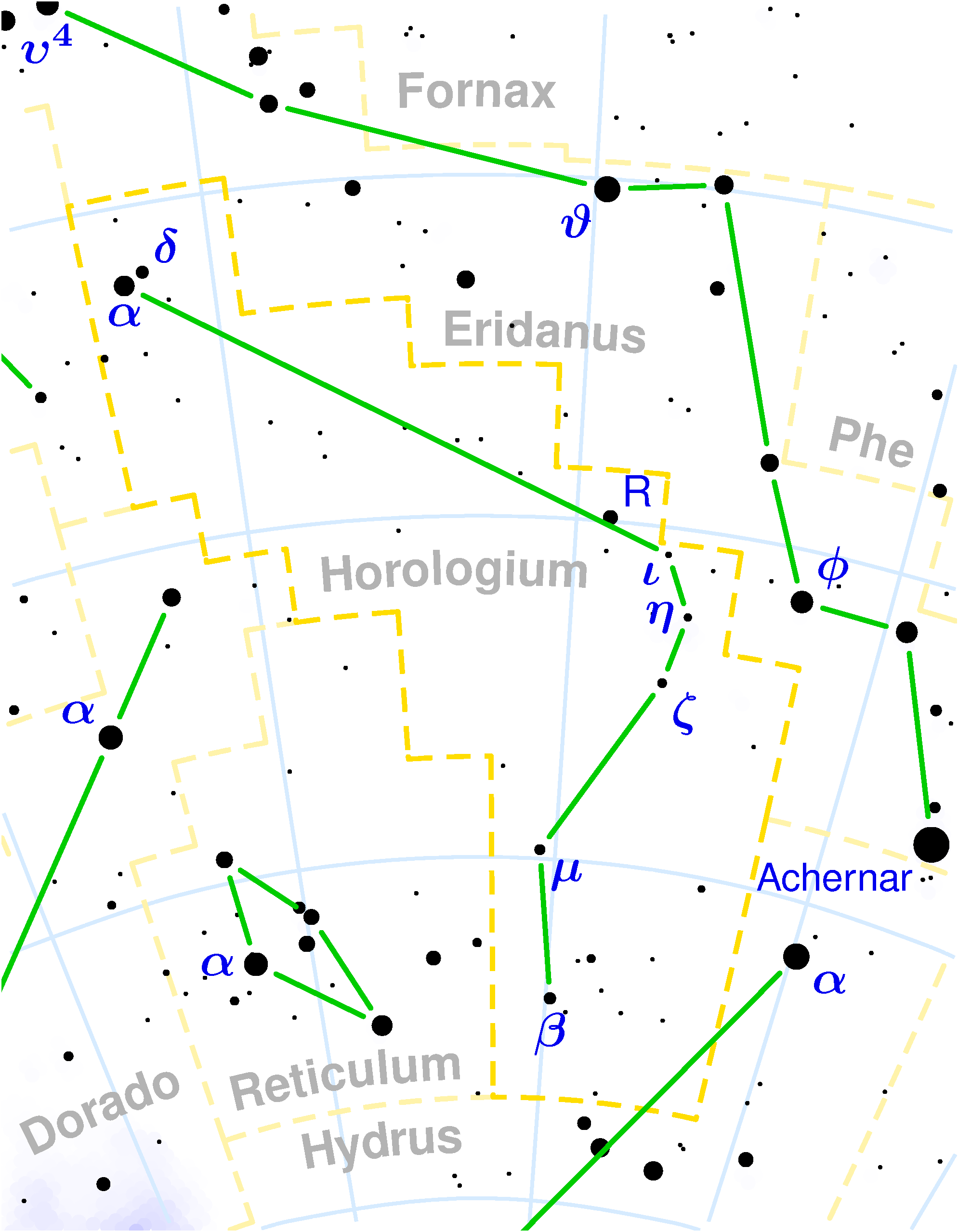
とけい座の中のとけい座ι星の位置

分光分析により、約62.5億年前にヒアデス星団を構成する恒星と同時に形成され、徐々に漂流して130光年も離れた今の位置に落ち着いたと考えられている。また、現在の恒星の中の金属量は、形成の時の分子雲に由来し、惑星を形成する物質を飲み込んだものではないと考えられている。
現在の位置で、とけい座ι星から最も近い恒星は黄色準巨星のエリダヌス座χ星で、約7光年の距離にある。最も近い惑星系は黄白色の主系列星のHD 10647、橙色準巨星のレチクル座ε星でそれぞれ約9光年、約16光年の位置にある。とけい座ι星に近い他の恒星系には、ほうおう座ν星やレチクル座ζ星がある。

## 惑星系
1998年の時点で、とけい座ι星には木星程度の大きさの太陽系外惑星が1つ存在することが分かっている。1992年11月から始まった、太陽と類似の40の惑星の長期間に及ぶ観測から発見され、とけい座ι星bと名付けられた。
2000年10月の観測で、恒星から65光年の距離に、太陽系のエッジワース・カイパーベルトのような原始惑星系円盤が発見された。しかし、その後の観測でアーチファクトであったことが明らかとなり、発見は取り下げられた。
安定解析法により、ラグランジュ点にある地球程度の大きさの惑星は長期間に渡って安定に存在することが分かった。
視線速度曲線の剰余に基づいて、軌道周期600日程度の大きな軌道離心率の惑星が提案されたが、まだ確認されていない。
| 名称 （恒星に近い順） | 質量            | 軌道長半径 （天文単位） | 公転周期 (日) | 軌道離心率  | 軌道傾斜角 | 半径 |
| --------------------- | --------------- | ----------------------- | ------------- | ----------- | ---------- | ---- |
| b                     | ≥2.24 ± 0.13 MJ | 0.91                    | 311.3 ± 1.3   | 0.22 ± 0.06 | —          | —    |